# Славолук
Славолук или тријумфална капија је структура у облику лука са једним или више лучних пролаза, неријетко пројектована да обухвати обе стране пута. У свом најпростијем облику, славолук се састоји од два масивна стуба повезана луком, крунисан равним первазом на врху или поткровљу, на који се могла монтирати статуа или који се могао украсити натписима. Основна структура славолука често је украшена резбаријама или рељефима, али и посветама ономе у чију част је подигнут.
Славолуци су јединствен архитектонски облик који су измислили Римљани. У почетку су подизани у част војних победа и тријумфалних дочека (како би војсковођа могао с победничком војском кроз тријумфални лук ујахати у град). Најчешће су с једним или три засвођена пролаза, украшена стубовима или полу-стубовима који стоје на високој бази. Украшени су бројним рељефима који су и бит славолука.

## Римски славолуци
Најпознатији римски славолуци су у Риму: Титов славолук, Славолук Септимија Севера и Константинов славолук; те у Француској у Ниму; у Алжиру у Тимгаду; у Хрватској у Пули, итд.
Константинов славолук, Подигнут у непосредној близини Колосеума је највећи и најсложенији славолук у Римском царству. Украшен је највећим делом скулптурама преузетих са старих споменика царског доба (Трајанових, Хадријанових и од Марка Аурелија). То је најочитије у контрасту између великих Хадријанових медаљона и Константиновог фриза који се налази одмах испод њих. Док су први рађени са свим предностима и вештином класичне скулптуре, други су рађени новим, једноставним стилом без перспективе, косих линија, скраћења и доста је плићи.

## Галерија
- Трајанов славолук у Тимгаду, Алжир.
- Бранденбуршка врата у Берлину.
- Московска тријумфална врата у Петрограду.
- Тријумфална врата која усмјеравају према Мадриду.